# Силы сторон в Семидневной битве
Во время Семидневной битвы армия генерала Роберта Ли (только что официально названная Северовирджинской армией) насчитывала 92 000 человек в нескольких отрядах. Это была её максимальная численность за всю войну. Потомакская армия Джорджа МакКлеллана насчитывала 104 000 человек в пяти корпусах. (По некоторым данным - 101 434)

## Северовирджинская армия
Северовирджинская армия к июню 1862 года состояла из нескольких команд и дивизий, не сведенных в крылья или корпуса. Некоторые отряды действовали самостоятельно.

### Команда Джексона
Генерал-майор Томас Джексон
- Дивизия Уильяма Уайтинга
  - Бригада Джона Худа (Техасская бригада)
  - Бригада Эвандера Лоу)
- Дивизия Томаса Джексона:
  - Бригада Чарльза Уиндера
  - Бригада Джона Джонса
  - Бригада Самуэля Фалкерсона
  - Бригада Александра Лоутона[2]
- Дивизия Ричарда Юэлла
  - Бригада Эрнольда Элзи (зам - Джеймс Уокер),
  - Бригада Ричарда Тейлора
  - Бригада Исаака Тримбла)
  - Придан: 2-й вирджинский кавалерийский полк Томаса Манфорда

### Дивизия Дениеля Хилла
Генерал-майор Дэниель Хилл
- Бригада Роберта Родса (в том числе полки Гордона и О'Нила)
- Бригада Джорджа Андерсона
- Бригада Самуэля Гарланда
- Бригада Альфреда Колкитта
- Бригада Росвела Рипли

(всего 10 000 человек)

### Команда Джона Магрудера
Генерал-майор Джон Магрудер
- Дивизия Дэвида Джонса
  - Бригада Роберта Тумбса
  - Бригада Джорджа Андерсона
- Дивизия Лафайета Мак-Лоуза
  - Бригада Пола Семмеса
  - Бригада Джозефа Кершоу
- Дивизия Джона Магрудера
  - Бригада Хоуэлла Кобба
  - Бригада Ричарда Гриффита (зам. - Уильям Барксдейл)
  - Артиллерия Стефана Ли, 4 батареи

### Дивизия Лонгстрита
Генерал-майор Джеймс Лонгстрит
- Бригада Джеймса Кемпера
- Бригада Ричарда Андерсона (зам. - Мика Дженкинс)
- Бригада Джорджа Пикетта (зам. - Эппа Хантон)
- Бригада Кадмуса Уилкокса
- Бригада Роджера Приора
- Бригада Уинфилда Фетерстона

### Дивизия Хьюджера
Генерал-майор Бенжамин Хьюджер
- Бригада Вильяма Махоуна
- Бригада Эмброуза Райта
- Бригада Льюиса Армистеда

Две бригады из департамента Северной Каролины:
- Бригада Роберта Рэнсома.
- Бригада Джона Уокера

### Лёгкая дивизия Хилла
Генерал-майор Эмброуз Хилл
- Бригада Чарльза Филда
- Бригада Макси Грегга
- Бригада Джозефа Андерсона
- Бригада Лоуренса Брэнча
- Бригада Джеймса Арчера
- Бригада Уильяма Пендера
- Артиллерия Льюиса Колемана

### Департамент Северной Каролины
Генерал-майор Теофилиус Холмс
- Бригада Джуниуса Дэниела
- Бригада Генри Уайза
- Артиллерия Джеймса Дэшлера

(Бригады Рэнсома и Уокера были временно преданы дивизии Хьюджера)

## Потомакская армия
II Корпус Эдвина Самнера
- Дивизия Исраэля Ричардсона
  - Бригада Джона Колдуэлла
  - Бригада Томаса Мигера
  - Бригада Уильяма Френча
- Дивизия Джона Седжвика
  - Бригада Альфреда Салли
  - Филадельфийская бригада Уильяма Бернса
  - Бригада Наполеона Дана

III Корпус Сэмуэля Хейнцельмана
- Дивизия Джозефа Хукера
  - Бригада Кавье Грове
  - Бригада Дэниеля Сиклса
  - Бригада Джозефа Карра
- Дивизия Филипа Кэрни 
  - Бригада Джона Робинсона
  - Бригада Дэвида Бирней
  - Бригада Хирама Берри

IV Корпус Эрасмуса Кейеса
- Дивизия Дариуса Кауча
  - Бригада Эльбиона Хау
  - Бригада Джона Эберкомби
  - Бригада Инниса Палмера
- Дивизия Джона Пека 
  - Бригада Генри Негли
  - Бригада Генри Уэсселса

V Корпус Фицджона Портера К началу сражения насчитывал 28 100 человек.
- Дивизия Джорджа Морелла 
  - Бригада Джона Мартиндейла
  - Бригада Чарльза Гриффина
  - Бригада Дэниеля Баттерфилда
- Дивизия Джорджа Сайкса
  - Бригада Роберта Буханана
  - Бригада Чарльза Ловелла
  - Бригада Говернора Уоррена
- Дивизия Джорджа Макколла 
  - Бригада Джона Рейнольдса
  - Бригада Джорджа Мида
  - Бригада Трумана Сеймура

VI Корпус Уильяма Франклина
- Дивизия Генри Слокама
  - Бригада Джорджа Тейлора
  - Бригада Джозефа Барлетта
  - Бригада Джона Ньютона
- Дивизия Уильяма Смита 
  - Бригада Уинфилда Хэнкока
  - Бригада Уильяма Брукса
  - Бригада Джона Дэвидсона